# Крестовоздвиженский храм (Ижевск)
Храм Воздвижения Креста Господня (бывшая Крестовоздвиженская часовня) — православный храм в Ижевске. Входит в состав Ижевского благочиния Ижевской епархии русской православной церкви. Является памятником архитектуры регионального значения Удмуртии.

## История
В сентябре 1817 года на нынешнем месте расположения храма был обнаружен спрятанный от пугачёвцев (и забытый) крест Ильинской церкви. В 1879 году на этом месте была построена часовня по проекту ижевского архитектора М. И. Коковихина в честь освобождения мастеровых от обязательного труда в 1867 году.
При советской власти часовня была закрыта и освящена была вновь лишь в 1996 году. В 1999 году была отреставрирована и открыта для посетителей. В 2017 году храм передали в ведение Ижевской епархии. Настоятель храма — архимандрит Матфий (Орлов).